# 歌の贈りもの
「歌の贈りもの」（うたのおくりもの、I Write the Songs）は、ブルース・ジョンストンが作詞作曲した楽曲。バリー・マニロウのバージョンで知られる。

## 概要
バリー・マニロウのバージョンは、1976年1月に Billboard Hot 100 チャートの首位に立ったが、『ビルボード』誌のアダルト・コンテンポラリー・チャートでは、それに先んじて1975年12月から2週連続の首位となっていた。1977年の第19回グラミー賞では、グラミー賞 最優秀楽曲賞を受賞し、最優秀レコード賞にもノミネートされた。1976年の『ビルボード』の年間チャートでは、第13位であった。
オリジナルのバージョンを吹き込んだのは、ジョンストンがザ・ビーチ・ボーイズの一員として1970年代はじめに一緒に仕事をした、キャプテン&テニールであった。この録音は、1975年のアルバム『愛ある限り (Love Will Keep Us Together)』に収録された。シングルとして最初にリリースしたのは、当時ティーンのアイドルだったデヴィッド・キャシディで、ジョンストンがプロデューサーを務めた1975年のソロ・アルバム『青春のポートレート (The Higher They Climb)』からのシングルであった。キャシディのバージョンは、同年8月に全英シングルチャートで第11位まで上昇した。
ジョンストンによると、彼自身の考えでは歌詞の中の「I（わたし）」は神であって、誰の中にもある創造性の精神から歌は生まれるのだという。ジョンストンはまた、この歌は、ザ・ビーチ・ボーイズの仲間であるブライアン・ウィルソンに言及したものではないとも述べている。
バリー・マニロウが後に自伝『Sweet Life』で述べているところによると、当初、彼はこの曲の録音に乗り気ではなかったという。「この歌はやっかいで、聴き手が歌詞をちゃんと耳を傾けてくれていないと、歌い手が、自分自身について歌っているように思い込みかねなかった。これではとてつもない独善的なひとりよがりと誤解されかねない。」当時、アリスタ・レコードの社長だったクライヴ・デイヴィスの説得を受け、マニロウはこの曲を吹き込み、アルバム『歌の贈りもの (Tryin' to Get the Feeling)』からの最初のシングルとした。この曲は、1975年11月15日付で Billboard Hot 100 に初登場し、その9週間後の1976年1月17日にチャートの首位に立った。

## チャート
| チャート（1975年）                                     | 最高位 |
| ------------------------------------------------------ | ------ |
| オーストラリア (ARIA)                                  | 5      |
| カナダ (RPM)                                           | 3      |
| ニュージーランド                                       | 17     |
| アメリカ合衆国 Billboard Hot 100                       | 1      |
| アメリカ合衆国 Billboard Hot Adult Contemporary Tracks | 1      |
| アメリカ合衆国 WLS survey (Chicago)                    | 1      |

| 年間チャート（1976年）               | 順位 |
| ------------------------------------ | ---- |
| オーストラリア                       | 52   |
| カナダ                               | 49   |
| アメリカ合衆国 Top 100 Songs of 1976 | 11   |
| アメリカ合衆国 Billboard Hot 100     | 13   |
| アメリカ合衆国 WLS survey (Chicago)  | 10   |

## カバー・バージョン
以上の他にも、この曲は、ジョニー・マティス、フランク・チャックスフィールド、マントヴァーニ、レイ・コニフ、リチャード・クレイダーマン、トム・ジョーンズ、ダイナ・ショアらによってカバーされ、ブルース・ジョンストン自身も1977年のアルバム『Going Public』で取り上げた。フランク・シナトラは、歌詞の一部 ("and I wrote some rock and roll so you could move") を除き、曲名を「I Sing the Songs」として、1976年以降ステージで取り上げた。1979年には、サミー・デイヴィスJr.が実演の舞台の一部としてこの曲を取り上げた。尾崎紀世彦は、1979年のアルバム『ポピュラーアルバム』にこの曲を収録した。小坂明子は、1977年のシングルで、『今だから』というタイトルでこの曲をカバーしている。
1974年ころ、カナダのケベック州の歌手ルネ・シマールは、フランス語と英語の両方でこの曲を歌った。同年、フランスの歌手クロード・フランソワは、「Je Chante des Chansons」という題により、フランス語でこの曲を歌った。1976年ころ、フィリピンの歌手リコ・J・プノが、歌詞の一部をタガログ語で歌うマニラ・サウンドのバージョンとしてこの曲をカバーした。2008年には、ミー・ファースト・アンド・ザ・ギミー・ギミーズが、アルバム『Have Another Ball』にこの曲のカバーを収録した。